# Jądro hybrydowe

Model jądra systemu Windows 2000

Model jądra hybrydowego i komunikacja z aplikacjami

Jądro hybrydowe – jądro systemu operacyjnego oparte na zmodyfikowanych architekturach jądra monolitycznego oraz mikrojądra używanych w systemach operacyjnych.
Jądro jest strukturą podobną do mikrojądra, ale zaimplementowaną jak jądro monolityczne. W przeciwieństwie do mikrojądra, wszystkie (lub prawie wszystkie) usługi wykonywane są w przestrzeni jądra. Podobnie jak w jądrze monolitycznym, nie ma strat w wydajności wywołanych przepływem komunikatów mikrojądra i przełączaniem kontekstu między przestrzenią użytkownika a jądra. Jednakże, podobnie jak w jądrach monolitycznych, nie ma korzyści wynikających z umieszczenia usług w przestrzeni użytkownika.
Z tego typu jądra korzystają m.in. systemy operacyjne z rodziny Mac OS X i Windows.